# Djurgårdens IF Fotboll 2019
Djurgårdens herrlag i fotboll tävlade under säsongen 2019 i Allsvenskan och Svenska cupen. Laget låg i toppen hela året och höll serieledningen sista 13 omgångarna (utöver efter omgång 27), och den 2 november säkrade laget sitt 12:e SM-guld, det fjärde på 2000-talet. Anfallaren Mohamed Buya Turay vann även Allsvenskans skytteliga med sina 15 mål. I Svenska cupen lyckades man inte försvara sin titel från förra året utan åkte ut i semifinalen mot BK Häcken, som sen även vann finalen.

## Mästartruppen

### A-laget
Truppen aktuell per den: 26 oktober 2019.
| Nat      | Tränare         | Position                 | Ålder                    | I DIF sedan | Kontrakt till | Kom från       |
| -------- | --------------- | ------------------------ | ------------------------ | ----------- | ------------- | -------------- |
| Sverige  | Kim Bergstrand  | Huvudtränare             | 18 april 1968 (50 år)    | 2019        | 2021-12-31    | IK Sirius      |
| Sverige  | Thomas Lagerlöf | Huvudtränare             | 15 november 1971 (47 år) | 2019        | 2021-12-31    | IK Sirius      |
| Sverige  | Hugo Berggren   | Assisterande tränare/U21 | 13 december 1992 (26 år) | 2016        |               | Djurgårdens IF |
| Grekland | Nikos Gkoulios  | Målvaktstränare          | 7 augusti 1977 (41 år)   | 2017        |               | IK Frej        |

| Nr | Nat          | Spelare                  | Position    | Ålder                     | I DIF sedan                     | Kontrakt till | Kom från           | Moderklubb        | Seriematcher | Mål |
| -- | ------------ | ------------------------ | ----------- | ------------------------- | ------------------------------- | ------------- | ------------------ | ----------------- | ------------ | --- |
| 12 | Norge        | PK Bråtveit              | Målvakt     | 15 februari 1988 (31 år)  | 2019                            | 2022-12-31    | FK Haugesund       | FK Haugesund      | 10           | 0   |
| 30 | Sverige      | Tommi Vaiho              | Målvakt     | 13 september 1988 (30 år) | 2017 (och 2005-2012)            | 2021-12-31    | Gais               | IF Brommapojkarna | 54           | 0   |
| 35 | Sverige      | Jacob Widell Zetterström | Målvakt     | 11 juli 1998 (20 år)      | 2019                            | 2019-12-31    | IFK Lidingö        | Djurgårdens IF    | 0            | 0   |
| 37 | /            | Benjamin Machini         | Målvakt     | 11 september 1996 (22 år) | 2019*                           | 2019-12-31    | Burgos CF          | Djurgårdens IF    | 0            | 0   |
| 3  | Sverige      | Marcus Danielson (K)     | Back        | 8 april 1989 (29 år)      | 2018                            | 2022-12-31    | GIF Sundsvall      | Skogstorp GOIF    | 52           | 6   |
| 4  | Sverige      | Jacob Une Larsson        | Back        | 8 april 1994 (24 år)      | 2016                            | 2021-12-31    | IF Brommapojkarna  | IF Brommapojkarna | 91           | 5   |
| 5  | Sverige      | Elliot Käck              | Back        | 18 september 1989 (29 år) | 2019 (och 1995-2008, 2015-2017) | 2021-12-31    | IK Start           | Djurgårdens IF    | 106          | 1   |
| 15 | Sverige      | Jonathan Augustinsson    | Back        | 30 mars 1996 (23 år)      | 2016                            | 2021-12-31    | IF Brommapojkarna  | IF Brommapojkarna | 50           | 1   |
| 16 | Norge        | Aslak Fonn Witry         | Back        | 10 mars 1996 (23 år)      | 2019                            | 2022-12-31    | Ranheim IL         | Rosenborg BK      | 25           | 3   |
| 21 | Sverige      | Erik Berg                | Back        | 30 december 1988 (30 år)  | 2018*                           | 2022-12-31    | FC Köpenhamn       | Falkenbergs FF    | 22           | 2   |
| 28 | Sverige      | Alexander Abrahamsson    | Back        | 7 augusti 1999 (19 år)    | 2019                            | 2020-12-31    | Djurgården U19     | Unik FK           | 0            | 0   |
| 6  | Sverige      | Jesper Karlström         | Mittfältare | 21 juni 1995 (23 år)      | 2015                            | 2019-12-31    | IF Brommapojkarna  | IF Brommapojkarna | 119          | 7   |
| 8  | Sverige      | Kevin Walker             | Mittfältare | 3 augusti 1989 (29 år)    | 2015                            | 2020-12-31    | GIF Sundsvall      | Varbergs BoIS     | 117          | 13  |
| 9  | Sverige      | Haris Radetinac          | Mittfältare | 28 oktober 1985 (33 år)   | 2013*                           | 2021-12-31    | Mjällby AIF        | Novi Pazar        | 111          | 10  |
| 10 | Kosovo       | Astrit Ajdarević         | Mittfältare | 17 april 1990 (28 år)     | 2019                            | 2021-12-31    | AEK Aten           | Rinia IF          | 26           | 0   |
| 11 | Sverige      | Jonathan Ring            | Mittfältare | 5 december 1991 (27 år)   | 2018                            | 2020-12-31    | Kalmar FF          | Adolfsbergs IK    | 58           | 11  |
| 17 | Sverige      | Hampus Finndell          | Mittfältare | 6 juni 2000 (18 år)       | 2018                            | 2021-12-31    | FC Gröningen       | IF Brommapojkarna | 3            | 0   |
| 18 | Zambia       | Edward Chilufya          | Mittfältare | 17 september 1999 (19 år) | 2018                            | 2021-12-31    | Mpande Youth       | Mpande Youth      | 17           | 1   |
| 19 | Sverige      | Nicklas Bärkroth         | Mittfältare | 19 januari 1992 (27 år)   | 2018*                           | 2021-12-31    | Lech Poznań        | Balltorps FF      | 33           | 3   |
| 23 | Norge        | Fredrik Ulvestad         | Mittfältare | 17 juni 1992 (26 år)      | 2018                            | 2020-12-31    | Burnley FC         | Aalesunds FK      | 53           | 6   |
| 24 | England      | Curtis Edwards           | Mittfältare | 12 januari 1994 (25 år)   | 2019*                           | 2022-12-31    | Östersunds FK      | Middlesbrough FC  | 12           | 1   |
| 20 | Sverige      | Emir Kujović             | Anfallare   | 22 juni 1988 (30 år)      | 2019*                           | 2021-12-31    | Fortuna Düsseldorf | Klippans BoIF     | 9            | 4   |
| 22 | Sverige      | Adam Bergmark Wiberg     | Anfallare   | 7 maj 1997 (21 år)        | 2019                            | 2022-12-31    | Gefle IF           | Djurgårdens IF    | 5            | 0   |
| 29 | Sverige      | Oscar Pettersson         | Anfallare   | 1 februari 2000 (19 år)   | 2019                            | 2020-12-31    | Djurgården U19     | Djurgårdens IF    | 2            | 0   |
| 77 | Sierra Leone | Mohamed Buya Turay       | Anfallare   | 10 januari 1995 (24 år)   | 2019                            | 2019-12-31    | Sint-Truidense     | FC Mattia         | 29           | 15  |

| Nr | Nat             | Utlånade/sålda spelare under 2019                     | Position    | Född                     | I DIF sedan | Kontrakt till | Kom från            | Moderklubb         | Seriematcher | Mål |
| -- | --------------- | ----------------------------------------------------- | ----------- | ------------------------ | ----------- | ------------- | ------------------- | ------------------ | ------------ | --- |
| 2  | Sverige         | Johan Andersson (utlånad till 31 december 2019)       | Back        | 15 juni 1995 (23 år)     | 2018        | 2021-12-31    | IK Sirius           | Vaksala SK         | 2            | 0   |
| 19 | Sverige         | Marcus Hansson (utlånad till 27 december 2019)        | Back        | 12 februari 1990 (29 år) | 2016        | 2019-12-31    | Tromsø IL           | Åbyggeby FK        | 25           | 0   |
| 7  | Sverige         | Dzenis Kozica (utlånad till 31 december 2019)         | Mittfältare | 28 april 1993 (25 år)    | 2018        | 2021-12-31    | Jönköpings Södra IF | IFK Värnamo        | 27           | 3   |
| 14 | Sverige         | Besard Sabovic (utlånad till 31 december 2019)        | Mittfältare | 5 januari 1998 (21 år)   | 2016        | 2019-12-31    | Djurgården U21      | IF Brommapojkarna  | 10           | 1   |
| 16 | Sverige         | Joseph Ceesay (utlånad till 31 december 2019)         | Mittfältare | 3 juni 1998 (20 år)      | 2017        | 2019-12-31    | Djurgården U21      | IK Frej            | 0            | 0   |
| 21 | Sydafrika       | Mihlali Mayambela (såld 11 juni 2019)                 | Mittfältare | 25 augusti 1996          | 2016        | 2019-12-31    | Cape Town City FC   | Old Mutual Academy | 8            | 0   |
| 15 | Elfenbenskusten | Souleyman Kone (såld 1 juli 2019)                     | Back        | 1 maj 1996               | 2017        | 2019-12-31    | Ararat Yerevan      | ASEC Mimosas       | 0            | 0   |
| 37 | Sverige         | Matteo Catenacci (la elitkarriären på is 3 juli 2019) | Back        | 23 augusti 2000          | 2018        | Okänt         | IF Brommapojkarna   | IF Brommapojkarna  | 0            | 0   |

Seriematcher & mål räknat efter 2019 års säsong.
- = kom mitt under säsong

## Allsvenskan
| Omgång | Datum               | Motståndare            | H/B | Resultat | Målskyttar                                         | Publik | Domare               | Arena                   | Position |
| ------ | ------------------- | ---------------------- | --- | -------- | -------------------------------------------------- | ------ | -------------------- | ----------------------- | -------- |
| 1      | Måndag 1 april      | GIF Sundsvall          | H   | 2–2      | Walker 10', Buya Turay 16'                         | 20.109 | Bojan Pandzic        | Tele2 Arena             | 5        |
| 2      | Måndag 8 april      | Örebro SK              | B   | 3–0      | Fonn Witry (2) 27', 90', Buya Turay 70'            | 7.803  | Glenn Nyberg         | Behrn Arena             | 2        |
| 3      | Måndag 15 april     | IFK Göteborg           | H   | 2–1      | Ulvestad 51', Buya Turay 89'                       | 13.575 | Andreas Ekberg       | Tele2 Arena             | 1        |
| 4      | Söndag 21 april     | BK Häcken              | B   | 1–0      | Berg 52'                                           | 4.579  | Bojan Pandzic        | Bravida Arena           | 1        |
| 5      | Torsdag 25 april    | IFK Norrköping         | H   | 1–1      | Berg 90+1'                                         | 11.246 | Mohammed Al-Hakim    | Tele2 Arena             | 1        |
| 6      | Söndag 28 april     | Hammarby IF            | B   | 1–2      | Buya Turay 30'                                     | 27.554 | Andreas Ekberg       | Tele2 Arena             | 1        |
| 7      | Måndag 6 maj        | Helsingborgs IF        | B   | 1–1      | Buya Turay 8'                                      | 7.098  | Stefan Johannesson   | Olympia                 | 4        |
| 8      | Söndag 12 maj       | AIK                    | H   | 0–2      |                                                    | 21.127 | Bojan Pandzic        | Tele2 Arena             | 7        |
| 9      | Onsdag 15 maj       | Falkenbergs FF         | B   | 3–0      | Ring 21', Självmål 24', Radetinac 38'              | 3.228  | Patrik Eriksson      | Falcon Alkoholfri Arena | 6        |
| 10     | Söndag 19 maj       | IF Elfsborg            | H   | 2–0      | Ulvestad (2) 4', 44' (straff)                      | 10.100 | Glenn Nyberg         | Tele2 Arena             | 5        |
| 11     | Söndag 26 maj       | Östersunds FK          | H   | 3–1      | Ring (2) 41', 71', Une-Larsson 45+3'               | 9.609  | Victor Wolf          | Tele2 Arena             | 3        |
| 12     | Lördag 1 juni       | IK Sirius              | B   | 2–0      | Ring 17', Bärkroth 88'                             | 5.663  | Kaspar Sjöberg       | Studenternas IP         | 2        |
| 13     | Måndag 1 juli       | Kalmar FF              | H   | 2–0      | Danielson 87', Buya Turay 90'                      | 12.717 | Martin Strömbergsson | Tele2 Arena             | 2        |
| 14     | Måndag 8 juli       | Athletic FC Eskilstuna | B   | 1–1      | Buya Turay 48'                                     | 6.457  | Stefan Johannesson   | Tunavallen              | 2        |
| 15     | Söndag 14 juli      | Malmö FF               | H   | 1–1      | Karlström 68'                                      | 18.316 | Kristoffer Karlsson  | Tele2 Arena             | 3        |
| 16     | Måndag 22 juli      | Kalmar FF              | B   | 1–0      | Danielson 81'                                      | 8.520  | Bojan Pandzic        | Guldfågeln Arena        | 3        |
| 17     | Söndag 28 juli      | BK Häcken              | H   | 2–0      | Une-Larsson 80', Chilufya 90+2'                    | 10.748 | Bojan Pandzic        | Tele2 Arena             | 3        |
| 18     | Måndag 5 augusti    | IF Elfsborg            | B   | 1–0      | Walker 50'                                         | 7.075  | Mohammed Al-Hakim    | Borås Arena             | 1        |
| 19     | Lördag 10 augusti   | IK Sirius              | H   | 4–0      | Edwards 5', Buya Turay 20', Ring 34', Ulvestad 89' | 13.797 | Kaspar Sjöberg       | Tele2 Arena             | 1        |
| 20     | Måndag 19 augusti   | Athletic FC Eskilstuna | H   | 3–0      | Buya Turay 3', Danielson 17', Bärkroth 69'         | 13.255 | Mohammed Al-Hakim    | Tele2 Arena             | 1        |
| 21     | Söndag 25 augusti   | Malmö FF               | B   | 1–0      | Buya Turay 60'                                     | 21.812 | Glenn Nyberg         | Stadion                 | 1        |
| 22     | Söndag 1 september  | AIK                    | B   | 0–1      |                                                    | 45.367 | Andreas Ekberg       | Friends Arena           | 1        |
| 23     | Måndag 16 september | Helsingborgs IF        | H   | 2–0      | Kujović (2) 72', 79'                               | 16.027 | Stefan Johannesson   | Tele2 Arena             | 1        |
| 24     | Fredag 20 september | GIF Sundsvall          | B   | 4–1      | Ring (2) 9', 63', Fonn Witry 21', Kujović 30'      | 5.600  | Patrik Eriksson      | NP3 Arena               | 1        |
| 25     | Tisdag 24 september | Falkenbergs FF         | H   | 1–0      | Buya Turay 54'                                     | 15.433 | Kaspar Sjöberg       | Tele2 Arena             | 1        |
| 26     | Måndag 30 september | Östersunds FK          | B   | 2–1      | Bärkroth 45', Danielson 76'                        | 4.262  | Glenn Nyberg         | Jämtkraft Arena         | 1        |
| 27     | Söndag 6 oktober    | Hammarby IF            | H   | 1–2      | Buya Turay 74'                                     | 25.053 | Kristoffer Karlsson  | Tele2 Arena             | 2        |
| 28     | Måndag 21 oktober   | IFK Göteborg           | B   | 1–0      | Buya Turay 70'                                     | 13.438 | Kristoffer Karlsson  | Gamla Ullevi            | 1        |
| 29     | Måndag 28 oktober   | Örebro SK              | H   | 3–0      | Ulvestad 3' (straff). Buya Turay 63', Kujović 89'  | 28.258 | Stefan Johannesson   | Tele2 Arena             | 1        |
| 30     | Lördag 2 november   | IFK Norrköping         | B   | 2–2      | Karlström 50', Buya Turay 65'                      | 15.150 | Glenn Nyberg         | Östgötaporten           | 1        |

## Svenska cupen
| Omgång    | Datum                   | Motståndare   | H / B | Resultat | Målskyttar                         | Domare               | Publik | Arena           |
| --------- | ----------------------- | ------------- | ----- | -------- | ---------------------------------- | -------------------- | ------ | --------------- |
| 2         | Torsdag 22 augusti 2019 | Akropolis IF  | B     | 2–1      | Radetinac 5', Pettersson 8'        | Victor Wolf          | 1.680  | Grimsta IP      |
| Gruppspel | Lördag 22 februari 2020 | Dalkurd FF    | H     | 3–2      | Kujović (2) 18', 23', Holmberg 31' | Martin Strömbergsson | 7.047  | Tele2 Arena     |
| Gruppspel | Måndag 2 mars 2020      | Sandvikens IF | B     | 2–2      | Karlström 7', Ulvestad 23'         | Enzo Vesprini        | 4.223  | Göransson Arena |
| Gruppspel | Lördag 7 mars 2020      | Mjällby AIF   | H     | 1-2      | Augustinsson 16'                   | Kaspar Sjöberg       | 7.075  | Tele2 Arena     |

| Omgång      | Datum                   | Motståndare    | H / B | Resultat        | Målskyttar (Djurgården)                                     | Domare              | Publik | Arena         |
| ----------- | ----------------------- | -------------- | ----- | --------------- | ----------------------------------------------------------- | ------------------- | ------ | ------------- |
| 2           | Onsdag 22 augusti 2018  | IF Sylvia      | B     | 4–0             | Karlström 21', Danielson 30', Chilufya 61', Une Larsson 63' | Nermin Cisic        | 1.082  | Östgötaporten |
| Gruppspel   | Söndag 17 februari 2019 | IK Frej        | H     | 2–1             | Walker 35', Fonn Witry 50'                                  | Glenn Nyberg        | 4.999  | Tele2 Arena   |
| Gruppspel   | Lördag 23 februari 2019 | Hässleholms IF | B     | 3–0             | Une Larsson 16', Danielson 35', Andersson 88'               | Kaspar Sjöberg      | 1.000  | Österås IP    |
| Gruppspel   | Söndag 3 mars 2019      | IF Elfsborg    | H     | 3–2             | Karlström 47', Radetinac 54', Kozica 90+1'                  | Kristoffer Karlsson | 6.526  | Tele2 Arena   |
| Kvartsfinal | Söndag 10 mars 2019     | Hammarby IF    | H     | 0–0, 4-2 e str. | Danielson, Ulvestad, Karlström, Fonn Witry (straffläggning) | Glenn Nyberg        | 20.750 | Tele2 Arena   |
| Semifinal   | Lördag 16 mars 2019     | Häcken         | H     | 2-3 e förl.     | Danielson 13' (straff), Buya Turay 38'                      | Glenn Nyberg        | 8.434  | Tele2 Arena   |

## Träningsmatcher
| Datum              | Motståndare            | H / B | Resultat | Målskyttar                      | Publik | Domare          | Arena              |
| ------------------ | ---------------------- | ----- | -------- | ------------------------------- | ------ | --------------- | ------------------ |
| Torsdag 31 januari | Kristiansund BK        | B     | 0-1      |                                 | 0.100  |                 | Maspalomas Stadium |
| Lördag 9 februari  | Lilleström SK          | H     | 1-1      | Walker 45'                      | 4.276  |                 | Tele2 Arena        |
| Lördag 23 mars     | Athletic FC Eskilstuna | B     | 2-3      | Buya Turay (2) 31', 48'         |        | Fredrik Hansson | Tunavallen         |
| Torsdag 20 juni    | IK Sirius              | B     | 2-1      | Une Larsson 43', Buya Turay 56' |        |                 | Studenternas IP    |

## Statistik

### Allsvenskan

#### Mål
1. Mohamed Buya Turay, 15
2. Jonathan Ring, 7
3. Fredrik Ulvestad, 5
4. Marcus Danielson, 4
5. Emir Kujović, 4
6. Aslak Fonn Witry, 3
7. Nicklas Bärkroth, 3
8. Erik Berg, 2
9. Jacob Une Larsson, 2
10. Kevin Walker, 2
11. Jesper Karlström, 2
12. Haris Radetinac, 1
13. Edward Chilufya, 1
14. Curtis Edwards, 1
15. Självmål, 1

#### Assist
1. Jonathan Ring, 6
2. Elliot Käck, 6
3. Nicklas Bärkroth, 5
4. Mohamed Buya Turay, 2
5. Marcus Danielson, 1
6. Haris Radetinac, 1
7. Jacob Une Larsson, 1
8. Kevin Walker, 1
9. Adam Bergmark Wiberg, 1

### Svenska cupen 2019/2020

#### Mål
1. Haris Radetinac, 1
2. Oscar Pettersson, 1

### Träningsmatcher

#### Mål
1. Mohamed Buya Turay, 3
2. Kevin Walker, 1
3. Jacob Une Larsson, 1

### Svenska cupen 2018/2019

#### Mål
1. Marcus Danielson, 4
2. Jesper Karlström, 3
3. Jacob Une Larsson, 2
4. Aslak Fonn Witry, 2
5. Edward Chilufya, 1
6. Kevin Walker, 1
7. Johan Andersson, 1
8. Haris Radetinac, 1
9. Dzenis Kozica, 1
10. Fredrik Ulvestad, 1
11. Mohamed Buya Turay, 1

## Övergångar

### Förlängda kontrakt
- 5 juli 2019 Marcus Danielson, 3 år (2022-12-31)[1]
- 26 oktober 2019 Haris Radetinac, 2 år (2021-12-31)[2]

### Spelare/ledare in
Efter Allsvenskan 2018 och inför/under säsongen 2019:
| Datum                    | Nr      | Namn                     | Från               | Position    | Kommentar                                                               | Länk                            |
| ------------------------ | ------- | ------------------------ | ------------------ | ----------- | ----------------------------------------------------------------------- | ------------------------------- |
| Fredag 16 november 2018  | Tränare | Kim Bergstrand           | IK Sirius          | Tränare     | 3-årskontrakt (2019-2021)                                               | dif.se & siriusfotboll.se       |
| Fredag 16 november 2018  | Tränare | Thomas Lagerlöf          | IK Sirius          | Tränare     | 3-årskontrakt (2019-2021)                                               | dif.se & siriusfotboll.se       |
| Onsdag 19 december 2018  | 12      | PK Bråtveit              | FK Haugesund       | Målvakt     | 4-årskontrakt (2019-2022)                                               | dif.se & fkh.no                 |
| Torsdag 20 december 2018 | 16      | Aslak Witry              | Ranheim IL         | Back        | 4-årskontrakt (2019-2022)                                               | dif.se & ranheimfotball.no      |
| Måndag 7 januari 2019    | 35      | Jacob Widell Zetterström | IFK Lidingö        | Målvakt     | 1-årskontrakt (2019), kan spela matcher med IFK Lidingö under säsongen. | dif.se & ifklidingofk.myclub.se |
| Tisdag 8 januari 2019    | 5       | Elliot Käck              | IK Start           | Back        | 3-årskontrakt (2019-2021)                                               | dif.se & ikstart.no             |
| Tisdag 8 januari 2019    | 22      | Adam Bergmark Wiberg     | Gefle IF           | Anfallare   | 4-årskontrakt (2019-2022)                                               | dif.se & gefleiffotboll.se      |
| Onsdag 9 januari 2019    | 29      | Oscar Pettersson         | Djurgården U19     | Anfallare   | 2-årskontrakt (2019-2020)                                               | dif.se                          |
| Onsdag 9 januari 2019    | 77      | Mohamed Buya Turay       | Sint-Truidense     | Anfallare   | 1-årskontrakt, lån (2019)                                               | dif.se & stvv.com               |
| Onsdag 16 januari 2019   | 28      | Alexander Abrahamsson    | Djurgården U19     | Back        | 2-årskontrakt (2019-2020)                                               | dif.se                          |
| Lördag 9 februari 2019   | 10      | Astrit Ajdarević         | AEK Aten           | Mittfältare | 3-årskontrakt (2019-2021)                                               | dif.se                          |
| Söndag 21 juli 2019      | 37      | / Benjamin Machini       | Burgos CF          | Målvakt     | Kontrakt året ut, lån (2019)                                            | dif.se                          |
| Onsdag 31 juli 2019      | 24      | Curtis Edwards           | Östersunds FK      | Mittfältare | 3,5-årskontrakt (2019-2022)                                             | dif.se                          |
| Tisdag 13 augusti 2019   | 20      | Emir Kujović             | Fortuna Düsseldorf | Anfallare   | 2,5-årskontrakt (2019-2021)                                             | dif.se & f95.de                 |

### Spelare/ledare ut
Efter Allsvenskan 2018 och inför/under säsongen 2019:
| Datum                    | Nr      | Namn              | Till                  | Position    | Kommentar | Länk                          |
| ------------------------ | ------- | ----------------- | --------------------- | ----------- | --- | ----------------------------- |
| Torsdag 15 november 2018 | Tränare | Özcan Melkemichel |                       | Tränare     | Kontraktet går ut.                                                                                               | dif.se                        |
| Torsdag 15 november 2018 | Tränare | Ivan Ristić       |                       | Tränare     | Kontraktet går ut.                                                                                               | dif.se                        |
| Fredag 30 november 2018  | 1       | Andreas Isaksson  |                       | Målvakt     | Slutar spela fotboll.                                                                                            | dif.se                        |
| Fredag 30 november 2018  | 35      | Oscar Jonsson     | Karlstad BK           | Målvakt     | Kontraktet gick ut. Skrev på ett 2-årskontrakt den 18 januari 2019.                                              | karlstadbollklubb.se          |
| Fredag 30 november 2018  | 5       | Niklas Gunnarsson | US Città di Palermo   | Back        | Kontraktet gick ut. Skrev på ett 18-månaderskontrakt den 1 mars 2019.                                            | palermocalcio.it              |
| Fredag 30 november 2018  | 13      | Jonas Olsson      | Wigan Athletic FC     | Back        | Kontraktet gick ut. Skrev på ett 6-månaderskontrakt 1 februari 2019.                                             | dif.se & wiganathletic.com    |
| Fredag 30 november 2018  | 12      | Omar Eddahri      | GIF Sundsvall         | Anfallare   | Kontraktet gick ut. Skrev på ett 2-årskontrakt 13 februari 2019.                                                 | gifsundsvall.se               |
| Fredag 30 november 2018  |         | Amadou Jawo       | Brottby SK            | Anfallare   | Kontraktet gick ut. Skrev på för division 3-laget Brottby SK som spelare/assisterande tränare den 19 april 2019. | svenskalag.se                 |
| Måndag 7 januari 2019    | 19      | Marcus Hansson    | IF Brommapojkarna     | Back        | Lån tom 27 december 2019.                                                                                        | dif.se & ifbp.se              |
| Lördag 12 januari 2019   | 15      | Souleyman Kone    | FC DAC 1904           | Back        | Lån förlängt tom 15 juli 2019 med köpoption.                                                                     | dif.se & fcdac.sk             |
| Fredag 18 januari 2019   | 10      | Kerim Mrabti      | Birmingham City FC    | Mittfältare | Kontraktet gick ut. Skrev på ett 18-månaderskontrakt tom 2020-06-30, med option på 1 år till.                    | dif.se & bcfc.com             |
| Måndag 28 januari 2019   | 16      | Joseph Ceesay     | Dalkurd FF            | Mittfältare | Lån tom 31 december 2019.                                                                                        | dif.se & dalkurd.se           |
| Onsdag 6 februari 2019   | 20      | Aliou Badji       | SK Rapid Wien         | Anfallare   | Försäljning, 3,5-årskontrakt med nya klubben.                                                                    | dif.se & skrapid.at           |
| Fredag 29 mars 2019      | 14      | Besard Sabovic    | Dalkurd FF            | Mittfältare | Lån tom 31 december 2019 med möjlighet till spel i båda föreningarna.                                            | dif.se & dalkurd.se           |
| Tisdag 2 april 2019      | 37      | Matteo Catenacci  | Sollentuna FK         | Back        | Lån tom 31 december 2019.                                                                                        | dif.se                        |
| Tisdag 11 juni 2019      | 21      | Mihlali Mayambela | Sporting Club Farense | Mittfältare | Farense utnyttjar sin köpoption och skriver ett 3-årskontrakt med utköpsklausul på 3,5 miljoner Euro.            | dif.se & facebook.com         |
| Måndag 1 juli 2019       | 15      | Souleyman Kone    | KVC Westerlo          | Back        | Var utlånad till slovakiska FC DAC 1904 men valde att söka sig vidare. Har skrivit 2-årskontrakt med option.     | dif.se & kvcwesterlo.be       |
| Onsdag 3 juli 2019       | 37      | Matteo Catenacci  |                       | Back        | Lägger elitkarriären på is för att istället studera.                                                             | dif.se                        |
| Torsdag 11 juli 2019     | 7       | Dzeniz Kozica     | AFC Eskilstuna        | Mittfältare | Lån tom 31 december 2019.                                                                                        | dif.se & afc-eskilstuna.se    |
| Onsdag 31 juli 2019      | 2       | Johan Andersson   | Karlstads BK          | Back        | Lån tom 31 december 2019.                                                                                        | dif.se & karlstadbollklubb.se |

## Föreningen

### Tränarstab
- Huvudtränare:  Kim Bergstrand,  Thomas Lagerlöf
- Assisterande tränare:  Hugo Berggren
- Målvaktstränare:  Nikos Gkoulios
- Sportchef:  Bosse Andersson
- Lagledare:  Daniel Granqvist
- Naprapat:  Christian Andersson,  Thomas Avenbrand
- Fystränare:  Viktor Helander
- Materialare:  Mats Lundholm
- Läkare:  Håkan Nyberg

### Spelartröjor
- Tillverkare: Adidas
- Huvudsponsor: Prioritet Finans
- Hemmatröja: Blårandig
- Bortatröja: Vit
- Tredjetröja: Mörkblå
- Spelarnamn: Ja